# Thieves Like Us (roman)
Pour les articles homonymes, voir Thieves Like Us (homonymie).
Thieves Like Us est le deuxième et dernier roman d'Edward Anderson (1905-1969). Il est publié en 1937 par Frederick A. Stokes.
E. Anderson a ensuite vendu les droits d'adaptation cinématographique pour 500 $. 
La première adaptation, réalisée par Nicholas Ray et produite par la RKO, s'intitule They Live by Night (Les Amants de la nuit).
Un remake, réalisé par Robert Altman en 1974 et produit par United Artists, conserve le titre original, Thieves Like Us (titre français : Nous sommes tous des voleurs).

## Réception critique
Raymond Chandler juge ce roman comme « la meilleure histoire de truands jamais publié ». Il est « avec ses dialogues crus, rapides et percutants est un excellent roman noir ».